# Apeadeiro de Enxofães
O Apeadeiro de Enxofães é uma interface encerrada do Ramal da Figueira da Foz, que servia a localidade de Enxofães, no distrito de Coimbra, em Portugal.

## História

### Inauguração
O Ramal da Figueira da Foz (à época considerado parte integrante da Linha  da Beira Alta) foi inaugurado em 3 de agosto de 1882, pela Companhia dos Caminhos de Ferro Portugueses da Beira Alta. Enxofães não constava entre as estações e apeadeiros existentes na linha à data de inauguração, porém, tendo este interface sido criado posteriormente.

### Encerramento
Por motivos de segurança, o Ramal da Figueira da Foz foi encerrado à circulação ferroviária em 5 de janeiro de 2009, pela Rede Ferroviária Nacional. A empresa Comboios de Portugal assegurou, até 1 de janeiro de 2012, um serviço rodoviário de substituição.